# Bács-Kiskun
Bács-Kiskun é um condado (megye em húngaro) da Hungria. Sua capital é a cidade de Kecskemét.

## População
| 2002   | 2011   |
| 546517 | 520331 |

## Cidades e municípios

### Cidade com direito de condado
- Kecskemét (Sede de condado).

### Cidades e Municípios
(ordenados por população, de acordo com o censo de 2001)